# پارسک

پارسک فاصلهٔ خورشید مرکزی تا شیئی نجومی است که زاویهٔ اختلاف منظر آن یک ثانیه باشد.

پارسِک (به انگلیسی: Parsec) (نماد: pc) یکی از واحدهای سنجشِ مسافت در ستاره‌شناسی است. یک پارسِک برابر با ۳۰٫۸۶ تریلیون کیلومتر (۱۹٫۲ تریلیون مایل) و معادلِ ۳٫۲۶ سال نوری است.
یک پارسک در واحدهای اندازه گیری متریک ، دستگاه بین الملی یکاها (SI) ، برابر با ۳٫۰۸۶ × ۱۰¹⁶ می باشد
پارسِک فاصله‌ای است که از آن فاصله اختلاف منظر خورشید و زمین برابر یک ثانیهٔ قوسی دیده شود. فاصله‌ای که از آن، شعاع مدار زمین که برابر یک واحد نجومی (۱AU) است، برابر یک ثانیهٔ قوس دیده شود. یک پارسِک برابر با ۳٫۲۶ سال نوری است.
نام پارسِک از هم‌آمیزی بخش‌هایی از دو واژهٔ parallax (اختلاف منظر) و arc second (ثانیهٔ قوسی) تشکیل شده‌است.